# 1961 nos Estados Unidos
Acontecimentos do ano de 1961 nos Estados Unidos .

## Titulares
- Presidente: Dwight D. Eisenhower (R) (até 20 de janeiro), John F. Kennedy (D) (a partir de 20 de janeiro)
- Vice-presidente: Richard Nixon (R) (até 20 de janeiro), Lyndon B. Johnson (D) (a partir de 20 de janeiro)

## Eventos

### Janeiro Março
- 3 de janeiro

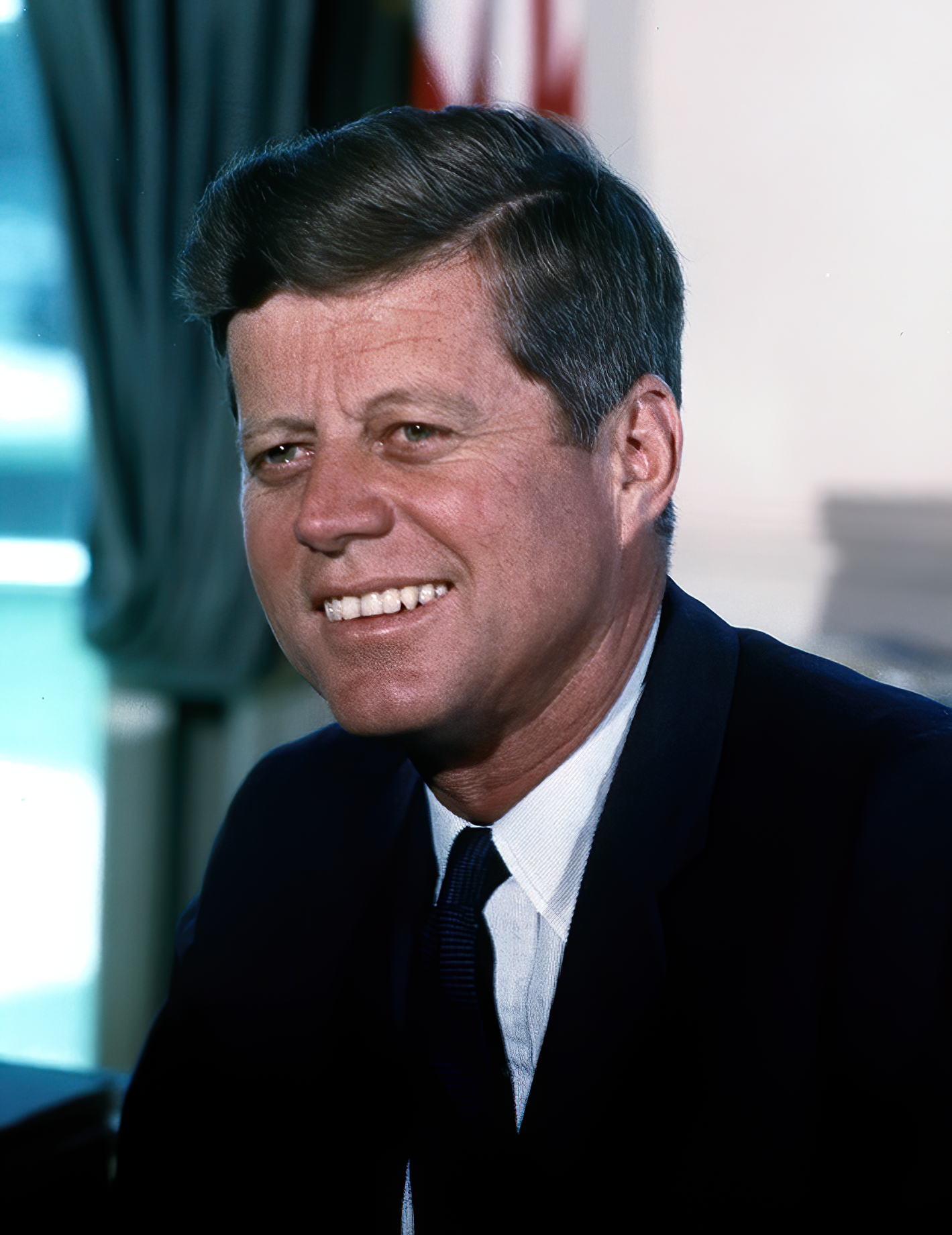
20 de janeiro: John F. Kennedy torna-se o 35º presidente dos EUA

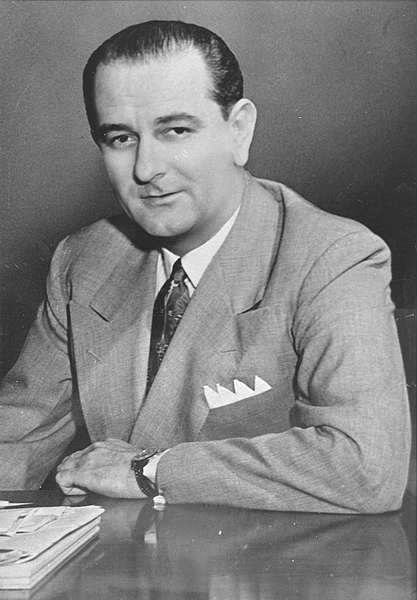
Lyndon B. Johnson torna-se o 37º vice-presidente dos EUA

  - O presidente Dwight Eisenhower anuncia que os Estados Unidos romperam relações diplomáticas e consulares com Cuba .
  - Na Estação Nacional de Testes de Reatores perto de Idaho Falls, Idaho, o reator atômico SL-1 explode, matando 3 técnicos militares.
- 5 de janeiro – o escultor italiano Alfredo Fioravanti marcha ao consulado dos Estados Unidos em Roma e confessa que fez parte da equipe que forjou os guerreiros de terracota etruscos no Metropolitan Museum of Art .
- 17 de janeiro – presidente Dwight Eisenhower dá seu discurso de despedida, adverte do poder crescente de um " complexo militar-industrial ".
- 20 de janeiro – John F. Kennedy é empossado como o 35º Presidente dos Estados Unidos, e Lyndon B. Johnson é empossado como Vice-Presidente dos Estados Unidos .
- 24 de janeiro
  - Um US B-52 Stratofortress, com duas bombas nucleares, cai perto de Goldsboro, Carolina do Norte .
- 25 de janeiro
  - Em Washington, DC John F. Kennedy dá a primeira entrevista coletiva presidencial ao vivo. Nele, ele anuncia que a União Soviética libertou os 2 tripulantes sobreviventes de um avião de reconhecimento USAF RB-47 abatido por aviadores soviéticos sobre o Mar de Barents em 1º de julho de 1960 (veja RB-47H abatido).
  - Cento e um Dálmatas, o 17º longa-metragem de animação de Walt Disney, é lançado, seu sucesso financeiro tirando o estúdio de outra crise financeira devido ao baixo desempenho inicial de A Bela Adormecida .
- 26 de janeiro – John F. Kennedy nomeia Janet G. Travell para ser sua médica, a primeira mulher a ter esta nomeação.
- 30 de janeiro – presidente John F. Kennedy faz seu primeiro discurso do Estado da União .
- 31 de janeiro – Ham, um chimpanzé macho de 17 kg, é lançado ao espaço a bordo de Mercury-Redstone 2, em um teste da cápsula do Projeto Mercury, projetada para transportar astronautas dos Estados Unidos ao espaço.
- 1 de fevereiro – Os Estados Unidos lançam seu primeiro teste do míssil balístico intercontinental Minuteman I.[1]
- 14 de fevereiro – Descoberta dos elementos químicos : O elemento 103, Lawrencium, sintetiza-se pela primeira vez em Berkeley, Califórnia .
- 15 de fevereiro
  - O presidente Kennedy adverte a União Soviética para evitar interferir na pacificação do Congo pelas Nações Unidas.[2]
  - Um Boeing 707 da Sabena cai perto de Bruxelas, na Bélgica, matando 73 pessoas, incluindo toda a equipe de patinação artística dos Estados Unidos e vários treinadores.
- 1 de março – presidente dos Estados Unidos John F. Kennedy estabelece o Corpo de Paz.[3]
- 8 de março – Os primeiros submarinos norte-americanos Polaris chegam a Holy Loch .
- 13 de março
  - Delegado dos Estados Unidos no Conselho de Segurança das Nações Unidas Adlai Stevenson vota contra as políticas portuguesas em África .
  - O presidente dos Estados Unidos, John F. Kennedy, propõe uma "Aliança para o Progresso" de longo prazo entre os Estados Unidos e a América Latina.[2]
- 29 de março – A Vigésima Terceira Emenda à Constituição dos Estados Unidos é ratificada, permitindo que os residentes de Washington, DC votem nas eleições presidenciais.
- 30 de março – A Convenção Única sobre Entorpecentes é assinada na cidade de Nova York .

### Abril - junho
"Acredito que esta nação deve se comprometer a alcançar o objetivo, antes que esta década termine, de pousar um homem na Lua e devolvê-lo em segurança à Terra."
- 17 de abril

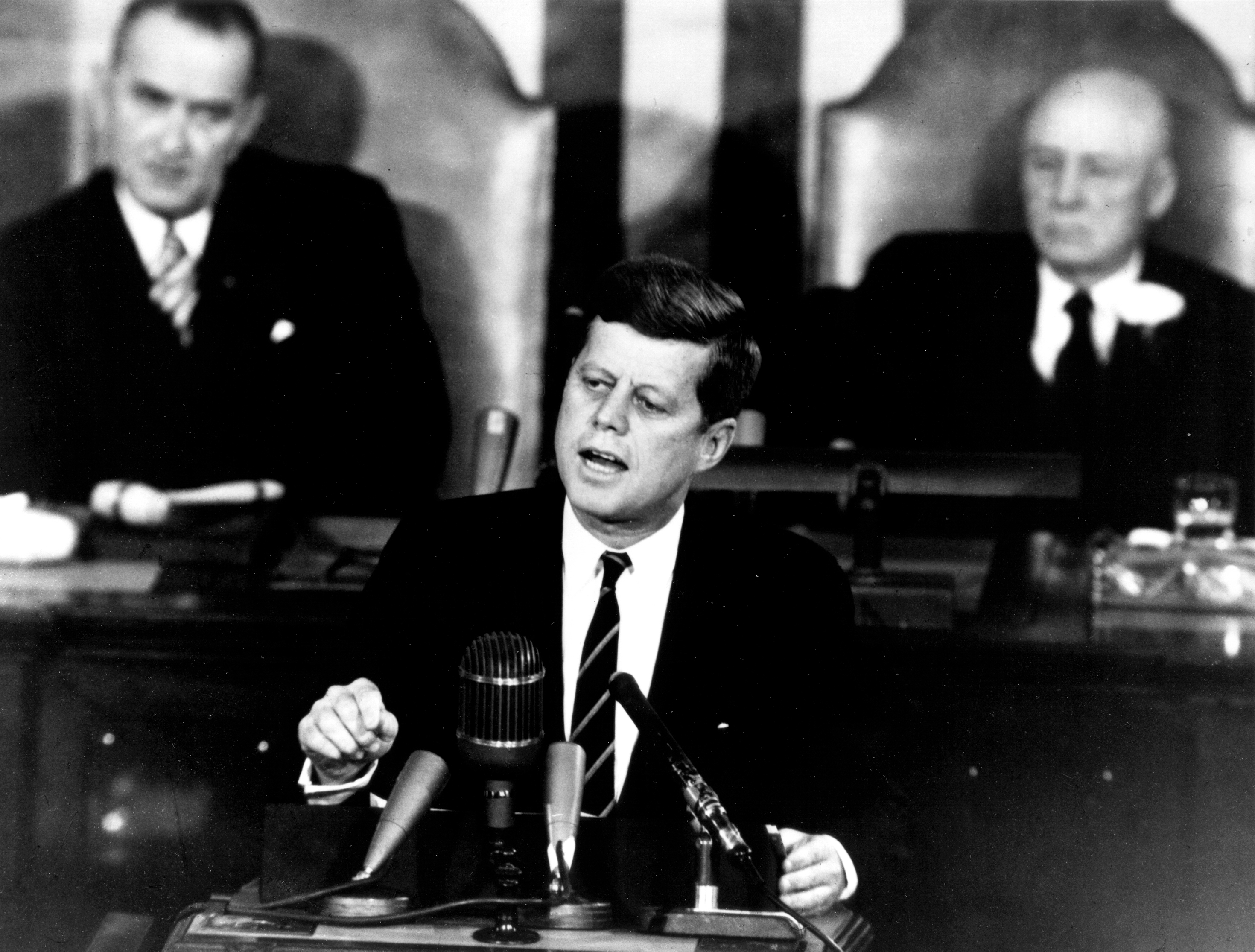
Presidente Kennedy entrega sua proposta para colocar um homem na Lua antes de uma sessão conjunta do Congresso, 25 de maio de 1961

  - Começa a invasão da Baía dos Porcos em Cuba; ele falha em 19 de abril.
  - A 33ª cerimônia do Oscar, apresentada por Bob Hope, é realizada no Santa Monica Civic Auditorium.
- 23 de abril – Judy Garland executa em um concerto de retorno lendário no Carnegie Hall na cidade de Nova York .
- 4 de maio – os Freedom Riders dos EUA começam viagens de ônibus interestaduais para testar a nova decisão de integração da Suprema Corte dos EUA .
- 5 de maio – Programa Mercury : Alan Shepard torna-se o primeiro americano no espaço a bordo do Mercury-Redstone 3 .
- 14 de maio – movimento de direitos civis americano : Um ônibus de Freedom Riders é bombardeado perto de Anniston, Alabama e os manifestantes de direitos civis são espancados por uma multidão enfurecida de membros de Ku Klux Klan.
- 24 de maio – movimento de direitos civis americano : os Cavaleiros da Liberdade são presos em Jackson, Mississippi por "perturbar a paz" depois de desembarcar de seu ônibus.
- 25 de maio – Programa Apollo : O presidente Kennedy anuncia antes de uma sessão conjunta especial do Congresso seu objetivo de colocar um homem na Lua antes do final da década.
- 31 de maio – presidente John F. Kennedy e o presidente francês Charles De Gaulle encontram-se em Paris, França .
- 4 de junho – Cimeira de Viena : John F. Kennedy e Nikita Khrushchev encontram-se durante dois dias em Viena . Eles discutem testes nucleares, desarmamento e Alemanha .

### Julho - setembro
- 21 de julho – Programa Mercury: Gus Grissom, pilotando a cápsula Mercury-Redstone 4 Liberty Bell 7, torna-se o segundo americano a ir ao espaço.
- 31 de julho – No Fenway Park, em Boston, Massachusetts, ocorre o primeiro empate do All-Star Game na história da liga principal de beisebol, quando o jogo é interrompido na 9ª entrada devido à chuva.
- Agosto – EUA fundam a Alliance for Progress .
- 5 de agosto – O parque temático Six Flags over Texas abre oficialmente ao público.
- 7 de agosto – Cape Cod National Seashore é estabelecido.
- 7 de setembro – Tom e Jerry fazem um retorno com seu primeiro episódio desde 1958, Switchin' Kitten .
- 17 de setembro – O primeiro estádio de telhado retrátil do mundo, a Arena Cívica, abre em Pittsburgh, Pensilvânia.
- 24 de setembro – A série de televisão de antologia de Walt Disney, renomeada Mundo maravilhoso de cor de Walt Disney, muda de ABC para NBC depois de sete anos no ar, e começa a transmitir seus programas em cores pela primeira vez.

### Outubro–Dezembro
- 1 de outubro – jogador de beisebol Roger Maris do New York Yankees atinge seu 61º home run no último jogo da temporada, contra o Boston Red Sox, batendo o recorde de 34 anos mantido por Babe Ruth
- 9 de outubro – O New York Yankees derrota o Cincinnati Reds, 4 jogos a 1, para ganhar seu 19º título de Série Mundial.
- 27 de outubro – Um impasse entre tanques soviéticos e americanos em Berlim, Alemanha aumenta as tensões da Guerra Fria.
- Novembro – Estreia em quadrinhos do Quarteto Fantástico nº 1, lançando o Universo Marvel e revolucionando a indústria de quadrinhos americana.
- 9 de novembro – Robert M. White registra um recorde mundial de velocidade em um avião-foguete de 6.585 km/h voando um X-15 .
- 17 de novembro – Michael Rockefeller, filho do governador de Nova York, e depois vice-presidente Nelson Rockefeller, desaparece nas selvas da Nova Guiné .
- 18 de novembro – o presidente dos Estados Unidos John F. Kennedy envia 18.000 conselheiros militares ao Vietnã do Sul.
- 5 de dezembro – o presidente dos Estados Unidos John F. Kennedy dá apoio ao projeto de Volta Dam em Gana .
- 11 de dezembro – A Guerra do Vietnã começa oficialmente, quando os primeiros helicópteros americanos chegam a Saigon junto com 400 funcionários dos EUA.

### Em andamento
- Guerra Fria (1947-1991)
- Corrida Espacial (1957-1975)

## Nascimentos
- 2 de Janeiro – Todd Haynes, diretor e roteirista
- 7 de Janeiro – John Thune, senador pela South Dakota
- 22 de Janeiro
  - Quintin Dailey, jogador de basquete (morte em 2010)
  - Daniel Johnston, músico (morte em 2019)
- 8 de Fevereiro – Vince Neil, cantor[4]
- 10 de Fevereiro – George Stephanopoulos, político
- 4 de Março  
  - Ray Mancini, boxeador
  - Steven Weber, ator e produtor
- 25 de Março – Reggie Fils-Aimé, presidente da Nintendo
- 3 de Abril – Eddie Murphy, ator
- 14 de Abril – Daniel Clowes, cartunista
- 3 de Maio
  - David Vitter, senador pela Louisiana de 2005 a 2017
  - Joe Murray, escritor
- 6 de Maio
  - George Clooney, actor, film director, producer and screenwriter
- 8 de Maio – Bill de Blasio, político, prefeito de Nova York de 2014 ate 2022
- 12 de Maio 
  - Lar Park Lincoln, ator
- 31 de Maio – Lea Thompson, atriz e diretora
- 14 de Julho – Jackie Earle Haley, ator
- 4 de Agosto – Barack Obama, primeiro Afro Americano Presidente dos Estados Unidos de 2009 até 2017
- 5 de Agosto – Tawny Kitaen, atriz e modelo (morte em 2021)
- 9 de Agosto  – Amy Stiller, atriz, filha de Jerry Stiller e Anne Meara e irmã de Ben Stiller
- 21 de Agosto  – Stephen Hillenburg, cartunista (morte em 2018)
- 25 de Agosto  – Billy Ray Cyrus, cantora
- 11 de setembro – E.G. Daily, atriz, dubladora e cantora
- 23 de setembro – Chi McBride, ator
- 10 de Outubro – Jodi Benson, atriz e cantora
- 26 de Outubro – Dylan McDermott, ator
- 1 de Novembro – Ryan Zinke, Secretario do Interior
- 17 de Novembro
  - Pat Toomey, Senador de Pensilvânia desde 2011.
  - Robert Stethem, Mergulhador da Marinha dos EUA assassinado por terroristas do Hezbollah durante o sequestro de TWA Flight 847 (morto em 1985)
- 22 de Novembro
  - Mariel Hemingway, atriz e irmã Margaux Hemingway
  - John Schnatter, fundador da Papa John's Pizza
- 8 de Dezembro – Ann Coulter, política
- 22 de Dezembro  – Andrew Fastow, businessman
- 24 de Dezembro  – Mary Barra, CEO da General Motors

## Mortes
- 9 de janeiro - Emily Greene Balch, escritora, pacifista e vencedora do Prêmio Nobel da Paz em 1946 (nascida em 1867 )
- 3 de fevereiro – Anna May Wong, atriz de cinema (nascida em 1905 )
- 24 de abril - Walter Tewksbury, corredor e corredor (nascido em 1876 )
- 2 de julho – Ernest Hemingway, escritor de ficção, jornalista e vencedor do Prêmio Pulitzer por O Velho e o Mar (nascido em 1899 )
- 25 de dezembro – Otto Loewi, farmacologista (nascido em 1873 na Alemanha )
- 28 de dezembro – Edith Wilson, primeira-dama dos Estados Unidos (nascida em 1872 )